# The Beating He Needed
Pour plus de détails, voir Fiche technique et Distribution.
The Beating He Needed est un film muet américain réalisé par Mack Sennett sorti en 1912.

## Fiche technique
- Titre : The Beating He Needed
- Réalisation : Mack Sennett
- Production : Mack Sennett
- Studio de production : The Keystone Film Company
- Distribution : Mutual Film Corporation
- Pays de production : États-Unis
- Format : Noir et blanc - 1,33:1 - Format 35 mm
- Langue : film muet intertitres anglais
- Genre : Comédie
- Date de la sortie : États-Unis 7 octobre 1912

## Distribution
- Mack Sennett
- Fred Mace
- Mabel Normand